# ديلان إيفانز
ديلان إيفانز (بالإنجليزية: Dylan Evans)‏ هو عالم نفس بريطاني، ولد في 29 سبتمبر 1966 في برستل في المملكة المتحدة.